# Coelometopon zulu
Coelometopon zulu är en skalbaggsart som beskrevs av Perkins 2005. Coelometopon zulu ingår i släktet Coelometopon och familjen vattenbrynsbaggar. Inga underarter finns listade i Catalogue of Life.